# Витулано
Витула̀но (на италиански: Vitulano) е малко градче и община в Южна Италия, провинция Беневенто, регион Кампания. Разположено е на 430 m надморска височина. Населението на общината е 3006 души (към 2010 г.).